# Schallwellen
Schallwellen (Ljudvågor), op. 148, är en vals av Johann Strauss den yngre. Den spelades första gången den 7 februari 1854 i Wien.

## Historia
Johann Strauss den yngre skrev en vals till teknikstudenternas bal 1854 med den passande fysikaliska titeln Schallwellen. Han framförde själv verket den 7 februari samma år i Sofiensäle i Wien. Valsen tillhör en serie av kompositioner där den unge Strauss sökte efter nya sätt att utöka den valsform han anammat från sin far Johann Strauss den äldre och Joseph Lanner. Han moderniserade motiven genom att ta in impulser från tidens symfonimusik av operor av Giacomo Meyerbeer och Giuseppe Verdi, från symfoniska dikter av Franz Liszt men framför allt från Richard Wagners scenverk (där Strauss var en av de första att spela Wagners musik i Wien). Detta nya inslag i musiken väckte missnöje hos bland andra musikkritikern Eduard Hanslick, som var i ungefär samma ålder som Strauss och som skrev i tidningen Wiener Zeitung. Den 6 oktober 1854 skrev han följande om Schallwellen: "Vi ser denna begåvade, skickliga kompositör [Johann Strauss] vara ute på farliga vägar. I sina nya valser har det ofta smugit in ett falskt patos som är helt oacceptabelt inom dansmusik och har en nästan oroande effekt på lyssnaren. Trombonernas bedrövliga ackord, som utgör andra delen av valsen 'Schallwellen' kunde passa som operafinal då bloddrypande händelser äger rum, men i en vals är det hemskt." Hanslick avfärdade valsen med som "valsrekviem" och varnade Strauss för att introducera Wagners revolutionära åsikter i sin instrumentation.
Strauss stördes inte av kritiken från Hanslick. Valsen utgör en milstolpe i Strauss musikaliska utveckling och är ett av hans mest betydelsefulla verk.

## Om valsen
Speltiden är ca 11 minuter och 42 sekunder plus minus några sekunder beroende på dirigentens musikaliska tolkning.

## Weblänkar
- Schallwellen i Naxos-utgåvan.